# Mukim Bukok

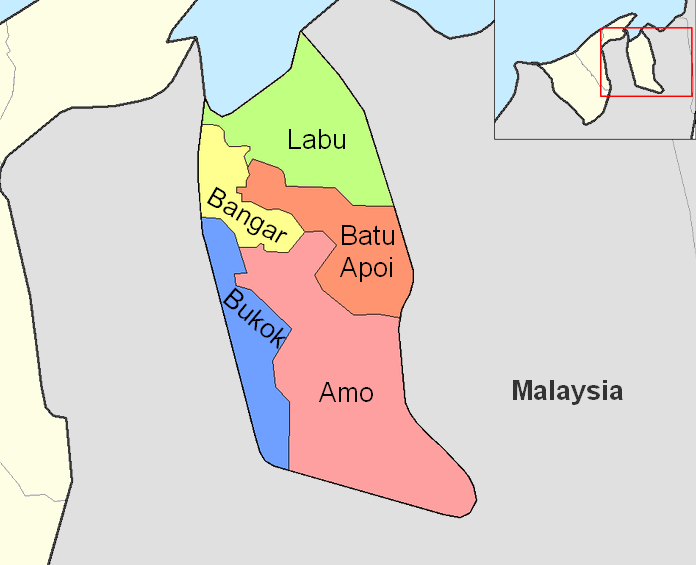
Mukimy dystryktu Temburong

Bukok lub Bokok – mukim w zachodniej części dystryktu Temburong w Brunei. Jego powierzchnia wynosi 168 km².
Według spisu ludności z przełomu 2008/2009 mukim zamieszkuje 2639 osób. Wśród nich znajdują się narodowości Malajska, Murut, Iban oraz Chińska.
Od 10 kwietnia 2009 roku penghulu mukimu jest Hj Emran Hj Sabtu, który przejął tę funkcję po swoim poprzedniku Hj Md Salleh Bongsu.
W skład mukimu wchodzi 16 wsi (mal. kampong):
- Bakarut
- Belais
- Bokok
- Buda-Buda
- Kenua
- Lepong Baru
- Lepung Lama
- Meniup
- Paya Bagangan
- Perpindahan Rataie
- Rakyat Jati
- Rataie
- Semabat
- Semabat Bahagia
- Simbatang
- Temada